# 塞尔吉省府站
塞尔吉省府站，是法国的一个铁路车站，位于法国城市塞尔吉。

## 位置
塞尔吉省府站位于塞尔吉市区内偏东，因靠近瓦兹河谷省政府所在地而得名，属于第五收费区（法語：Zone 5）。塞尔吉省府站是一个地下车站，站台大致呈东西走向，地面则有配套的公交车站及商业中心。
塞尔吉省府站是一个通勤铁路车站，不与法国国家铁路网相连。

## 站台设置
（地下一层）
| 北↑ |      |  |                 |
| 2道 |      |  | 巴黎市区方向→   |
|     | 岛式 |  |                 |
| 1道 |      |  | ←塞尔吉高地方向 |
| 南↓ |      |  |                 |

## 停靠线路
| 塞尔吉省府站列车线路表 （页面存档备份，存于） |                    |           |                    |                        |
| 起点                                          | 上一站             | 线路      | 下一站             | 终点                   |
| 塞尔吉高地                                    | 塞尔吉圣克里斯托夫 | [T] · (A) | 讷维尔-大学站      | 托尔西/马恩拉瓦莱-谢西 |
| 巴黎圣拉扎尔                                  | 讷维尔-大学站      | [ 註 1 ]  | 塞尔吉圣克里斯托夫 | 塞尔吉高地             |
| 1.                                            |                    |           |                    |                        |

## 配套交通

### 长途客车
| 停靠塞尔吉省府站的大巴车 |                      |                                                                                |
| 上下车地点               | 运营单位             | 主要目的地                                                                     |
| 塞尔吉省府站地面         | 韦克桑巴士 Vexin Bus | 日索尔、埃特雷帕尼                                                             |
| 塞尔吉省府站地面         | SNCF/RATP            | （当某条铁路线施工或罢工时，SNCF或RATP可能也会提供途径该线路沿途站点的大巴车） |
| 1. 2. 3.                 |                      |                                                                                |

### 市内交通
| 附近的市内公共交通线路 |                    | |
| 公交车站名称           | 位置               | 停靠线路 |
| Cergy-Préfecture RER   | 塞尔吉省府站地面层 | - 瓦兹河谷城际公共交通 - 30路：蓬图瓦兹站 （环线） - 38路：塞尔吉省府站 ↔ 梅尼库尔-拉塔耶特初中 - 42路：塞尔吉省府站 ↔ 蓬图瓦兹-莱伯里耶 - 44路：塞尔吉省府站 ↔ 塞尔吉圣克里斯托夫站 - 45路：蓬图瓦兹站 ↔ 塞尔吉圣克里斯托夫站 - 48路ab：塞尔吉省府站 ↔ 沃雷阿勒-莱图佩 - 48路c：塞尔吉省府站 ↔ 茹伊勒穆捷-埃康库尔 - 49路abc：塞尔吉省府站 ↔ 讷维尔-大学站 - 56路：蓬图瓦兹站 ↔ 瓦兹河畔梅里站 - 57路：塞尔吉省府站 ↔ 圣旺洛莫讷-让·佩兰高中 - 58路：蓬图瓦兹站 ↔ 圣旺洛莫讷-池塘大道 - 59路：塞尔吉省府站 ↔ 圣旺洛莫讷-谷底 - 60路：塞尔吉省府站 ↔ 奥尼-圣玛丽综合医院 - 瓦兹河谷城际客运 - 95.03A线：塞尔吉省府站 ↔ 蒙蒂尼-博尚站 - 95.03B线：塞尔吉省府站 ↔ 马尔让西市政厅 - 95.04线：塞尔吉省府站 ↔ 韦克桑地区马尼-阅兵广场 - 95.05线：塞尔吉省府站 ↔ 埃鲁维尔-城堡 - 95.06线：塞尔吉省府站 ↔ 阿龙维尔-洗衣处 - 95.07线：塞尔吉省府站 ↔ 瓦尔蒙杜瓦站 - 95.08线：塞尔吉省府站 ↔ 沙尔 - 95.12线：塞尔吉省府站 ↔ 贝维尔-洗衣处 - 95.16线：塞尔吉省府站 ↔ 拉布维尔-市府 - 95.18线：塞尔吉省府站 ↔ 戴高乐机场1号航站楼站 - 95.19A线：塞尔吉省府站 ↔ 阿让特伊站 - 95.19B线：塞尔吉省府站 ↔ 埃尔蒙-欧博讷站 - 95.20线：塞尔吉省府站 ↔ 阿让特伊谷站 - 95.22线：塞尔吉省府站 ↔ 瑟兰库尔-喷泉广场 - 95.23线：塞尔吉省府站 ↔ 邦特吕-教堂 - 图尔讷巴士 - 12路：塞尔吉省府站 ↔ 韦尔努耶-韦尔讷伊站 - 80路：塞尔吉省府站 ↔ 芒特拉若利站 - 法国交通发展集团-孔夫朗分公司 - 27路：圣日耳曼昂莱站 ↔ 塞尔吉省府站 - 法国交通发展集团-蒙泰松分公司 - 16路：伊夫林地区圣康坦站 ↔ 塞尔吉省府站 - - N150路：巴黎圣拉扎尔站 ↔ 塞尔吉高地站 - N152路：巴黎圣拉扎尔站 ↔ 塞尔吉高地站 |
| 1. 2.                  |                    | |

## 临近车站
| 塞尔吉省府站（Gare de Cergy-Préfecture） |             |                      |
| 上行车站                                 | 线路        | 下行车站             |
| 讷维尔-大学站                            | 大区快铁A线 | 塞尔吉圣克里斯托夫站 |
| - 本表仅显示运营中的线路及车站           |             |                      |